# James Blundell (gynaecoloog)

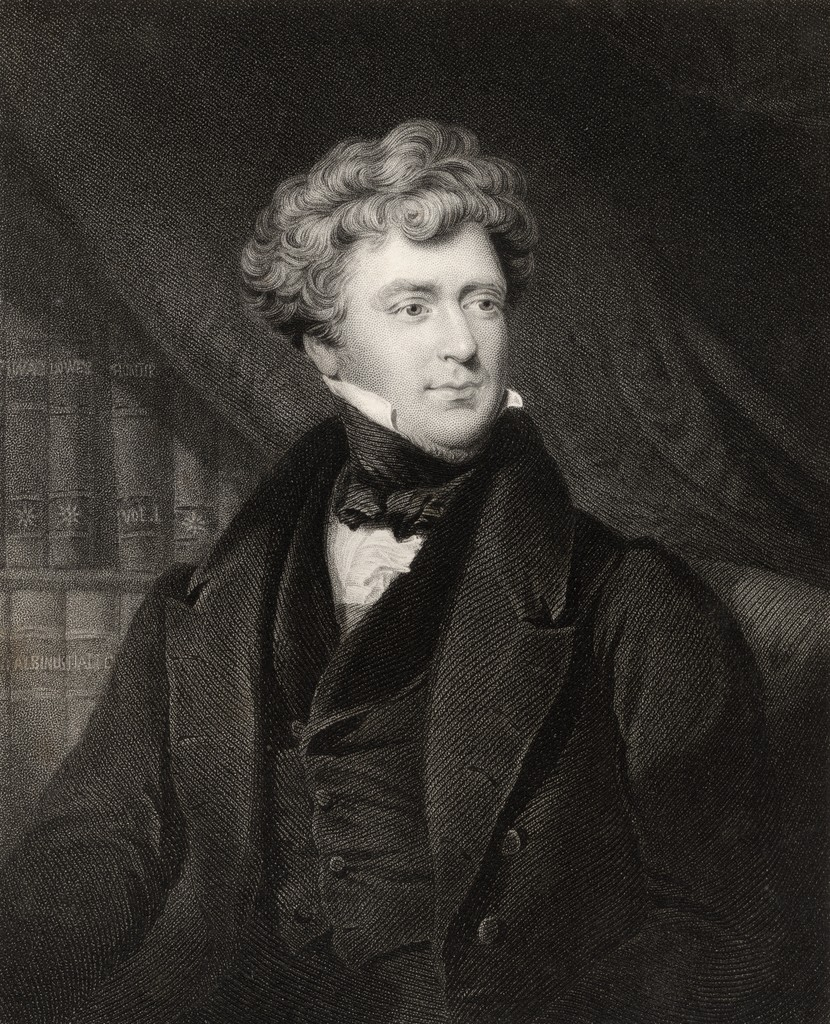
James Blundell c. 1820.

James Blundell (Holborn, 19 januari 1791 – Londen, 15 januari 1878) was een Brits gynaecoloog die bekend werd als de eerste die een succesvolle bloedtransfusie uitvoerde.
Blundell introduceerde twee grondregels: transfusie mag alleen met menselijk bloed, en alleen in geval van levensbedreigend bloedverlies. De risico's bleven groot; 1/3 overleefde de transfusie niet, hoewel het rond 1850 een relatief veilige grote chirurgische ingreep was.